# Bianca Bin
Bianca Franceschinelli Bin (Jundiaí, São Paulo, 3 de septiembre de 1990) es una actriz brasileña.

## Biografía
Bianca nació en Jundiaí y, con tres meses de edad, con su familia, se trasladó a Itu,  también en el interior del estado de São Paulo, ciudad en la que fue criada. Comenzó a hacer teatro a los doce años y, a los dieciséis, se trasladó a São Paulo para convertirse en una actriz profesional. A principios de 2009, se trasladó de nuevo, esta vez a Río de Janeiro, donde se unió al taller de actores de la Rede Globo, donde fue seleccionada para protagonizar la temporada de ese año, en la telenovela Malhação con la interpretación estelar de Marina Miranda. En 2010, la actriz se unió al elenco de Passione, con el papel de Fátima.
Bianca tiene a su hermano, Bruno; su madre, Silvia, y su padre, Marcos Bin.
En 2011, protagonizó Cuento encantado. Entre 2012 y 2013, Bianca interpretó a Caroline en la adaptación de Guerra dos Sexos. 
En 2013, fue elegida para protagonizar a Amelia en Preciosa perla. En 2014, es invitada a formar parte del elenco de Boogie Oogie.
Actualmente Bianca tiene un papel muy importante en la nueva novela de la Rede Globo Êta Mundo Bom! con el personaje de María. Bianca también grabó un nuevo filme de Caio Soh, Canastra Suja, junto a Adriana Esteves, Marco Ricca; con el personaje de Emilia.
En 2017, Bianca se hizo famosa a nivel nacional interpretando a la protagonista Clara Tavares, en El otro lado del paraíso, una joven humillada por su marido y por todos los que la han lastimado, y que un día vuelve a vengarse.

## Vida privada
Bianca se casó con el también actor Pedro Brandão, con quien comenzó a salir en 2011. En 2017, dan por terminado su matrimonio iniciando así su relación con el también actor y compañero en El otro lado del paraíso Sérgio Guizé.

## Filmografía

### Televisión
| Año  | Título                   | Personaje                                                                   | Notas             |
| ---- | ------------------------ | --------------------------------------------------------------------------- | ----------------- |
| 2009 | Malhação                 | Marina Miranda                                                              | Temporada 16      |
| 2010 | Passione                 | Fátima Lobato                                                               |                   |
| 2011 | Cuento encantado         | Açucena Bezerra Araújo / princesa Aurora Catarina Ávila de Seráfia / Cocada | Protagonista      |
| 2012 | ¿Pelea o amor?           | Carolina Carneiro                                                           | Villana principal |
| 2013 | Preciosa perla           | Amélia Fonseca Hauser                                                       | Protagonista      |
| 2014 | Boogie Oogie             | Victoria Fraga                                                              | Protagonista      |
| 2016 | Êta Mundo Bom!           | Maria                                                                       |                   |
| 2017 | El otro lado del paraíso | Clara Tavares de Monserrat                                                  | Protagonista      |
| 2023 | Terra e Paixão           | Agatha (joven)                                                              | Participación     |

### Filmes
| Año  | Título        | Rol    |
| ---- | ------------- | ------ |
| 2016 | Canastra Suja | Emília |